# 白點虎鯊
白點虎鯊（學名：Heterodontus ramalheira）是軟骨魚綱虎鯊目虎鯊屬下的一個物種，又名白點異齒鯊，生活於西印度洋莫三比克外海至南非納塔爾海域，介於緯度22°N至26°S，水深40-275米處。牠們可以生長達64厘米。
白點虎鯊可以在大陸棚外及最高的陡坡中發現。牠們以蟹為食，且都是卵生的，可做為觀賞魚。